# Петрара (Изернија)
Петрара је насеље у Италији у округу Изернија, региону Молизе.
Према процени из 2011. у насељу је живело 49 становника. Насеље се налази на надморској висини од 491 м.